# Jardim de Guerra
Pour plus de détails, voir Fiche technique et Distribution.
Jardim de Guerra est un film brésilien réalisé par Neville de Almeida (en), sorti en 1969.

## Synopsis
Edson tombe amoureux d'une aspirante réalisatrice. Alors qu'il cherche des fonds pour qu'elle puisse faire son film, il est arrêté et torturé par la police.

## Fiche technique
- Titre : Jardim de Guerra
- Réalisation : Neville de Almeida (en)
- Scénario : Jorge Mautner (en), Guará Rodrigues (pt) et Neville de Almeida (en)
- Dialogues additionnels : Rogério Sganzerla
- Musique : Vidal França et Fernando Lona (pt)
- Photographie : Dib Lutfi (pt)
- Montage : Guará Rodrigues (pt) et Geraldo Veloso (pt)
- Production : Billy Davis et Neville de Almeida (en)
- Société de production : J. P. Produções Cinematográficas, Neville de Almeida Produções Cinematográficas et Tekla Filmes
- Pays :  Brésil
- Genre : Drame
- Durée : 100 minutes
- Dates de sortie : 
  -  France : mai 1969

## Distribution
- Joel Barcellos (en) : Edson
- Maria do Rosário (pt)
- Paulo Villaça (pt) : Basbaum
- Ezequiel Neves (pt)
- Jorge Mautner (en)
- Guará Rodrigues (pt)

## Distinctions
Le film a été présenté à la Quinzaine des réalisateurs lors du festival de Cannes 1969.

## Censure
Critique de la dictature militaire au Brésil, le film a été le film le plus censuré du cinéma brésilien avec 48 coupures,.